# Next (filme)
Next(PE) ou O Vidente(PB) é uma produção cinematográfica estadunidense de ficção científica, lançado em 2007. O filme é baseado no romance The Golden Man de Philip K. Dick.

## Sinopse
Chris Johnson (Nicolas Cage) pode prever seu futuro. Ele só pode ver dois minutos e quarenta e cinco segundos à frente, com a excepção de uma visão que ele teve uma vez de uma mulher andando em uma lanchonete. Como não há outros detalhes sobre ela, ele vai ao restaurante duas vezes por dia às 8:09, para aguardar sua chegada. Ele trabalha como um mágico em Las Vegas, e também suplementa sua renda com o jogo, usando seus poderes para ganhar contra um cassino. Ele chama a atenção da agente do FBI Callie Ferris (Julianne Moore), que descobriu sua habilidade e quer impedir terroristas de detonar uma bomba nuclear. Antes de Ferris poder se aproximar de Chris, no entanto, o jogo chama a atenção do segurança do cassino. Em seu caminho para fora do casino, ele para um assalto iminente, mas é perseguido por agentes de segurança. Usando sua habilidade de prever as ações dos seus perseguidores, ele escapa dos seguranças e da polícia de Las Vegas. Ferris segue Chris até sua casa, mas ele escapa após prever a sua chegada. Naquela noite, o chefe de segurança do cassino é abordado por dois dos terroristas, que o interrogam sobre Johnson antes de matá-lo. 
Na manhã seguinte, Chris vai mais uma vez no restaurante, quando ele finalmente vê Liz Cooper (Jessica Biel), a mulher de sua visão. Acontece que ele não só vê o futuro, mas também pode ver os efeitos do que qualquer número de suas ações pode fazer nesse futuro. Após prever uma série de abordagens diferentes - todas sem sucesso - ele conhece Liz após intervir quando seu ex-namorado chega. Sabendo que ela está se dirigindo para Flagstaff, Arizona, Cris a convence de dar-lhe uma carona. Ferris segue, enquanto os terroristas decidem matá-lo. A estrada alagada por uma chuva obriga os dois a passar a noite em um hotel. 
Mais tarde naquele dia, a agente Ferris confronta Liz enquanto ela está andando perto do hotel. Alega que Chris é um sociopata perigoso, ela lhe pede que dê um remédio para fazê-lo dormir, para que possam levá-lo em paz. Em vez disso, Chris avisa Liz, que conta a ela sobre seu segredo. Quando ela pergunta por que ele não vai ajudar a deter os terroristas do FBI, ele explica as suas limitações, observando a exceção de eventos envolvendo-a. Liz pedindo para aguardar, ele tenta fugir de agentes do FBI esperando para prendê-lo, mas é capturado depois de salvar Ferris de um desmoronamento ao lado de uma montanha. Incapazes de matar Chris, os terroristas sequestram Liz.
Em custódia, Chris é amarrado a uma cadeira com os olhos abertos e é forçado a assistir televisão até que ele tenha uma visão que pode ajudar o FBI. Esperando por ele para ver um relatório sobre a detonação da bomba, ao invés disso ele prevê uma transmissão de várias horas em um futuro em que Liz é morta por bombas amarradas a ela em uma cadeira de rodas como isca para Chris. Chris escapa do cativeiro e corre para a garagem, onde ela será morta. Prosseguindo Chris para a garagem, Ferris promete ajudar a salva-la, enquanto Chris vai ajudar a parar a bomba, e estabelece um plano para deter os terroristas. 
Usando sua habilidade, Chris ajuda a controlar os terroristas do FBI para a porta onde estão baseados. Quando eles chegam, após uma série de visões, Chris é capaz de andar até o líder terrorista e evitar ser atingido, vendo onde as balas vão e se esquivando. Depois de matar os terroristas e salvar Liz, eles descobrem que a bomba já foi levada. Ferris mostra Chris um sismógrafo na esperança de que ele vai ver o tremor causado por explosões antes que eles aconteçam. Quando ele olha para a tela, ele percebe que cometeu um erro e que ele era demasiado tarde, a bomba explodir no mar e destrói completamente a porta, assim como o resto da cidade. 
Mas descobre-se que Chris teve uma visão em sonho, enquanto ainda estava com Liz na cama no hotel, no Arizona, antes de Liz sair e ser parada por Ferris. Por causa do envolvimento de Liz nos eventos, Chris foi capaz de olhar mais para o futuro e prever o que poderia acontecer. Ele chama Ferris para fazer um acordo, pedindo apenas para deixar Liz fora do caso. Então ele se despede de Liz e pede a ela para esperá-lo antes de sair para se encontrar com Ferris e ajudar a parar os terroristas.

## Elenco
| Ator                | Personagem           |
| ------------------- | -------------------- |
| Nicolas Cage        | Cris Johnson         |
| Julianne Moore      | Agente Callie Ferris |
| Jessica Biel        | Liz Cooper           |
| Thomas Kretschmann  | Mr. Smith            |
| Tory Kittles        | Cavanaugh            |
| José Zuniga Roybal  | Chefe de segurança   |
| Jim Beaver          | Sabedoria            |
| Jason Butler Harner | Jeff Baines          |
| Michael Trucco      | Kendall              |
| Cilenti Enzo        | Mr. Jones            |
| Laetitia Danielle   | Miss Brown           |
| Pajon Nicolas       | Sr. Green            |
| Peter Falk          | Irv                  |

## Produção

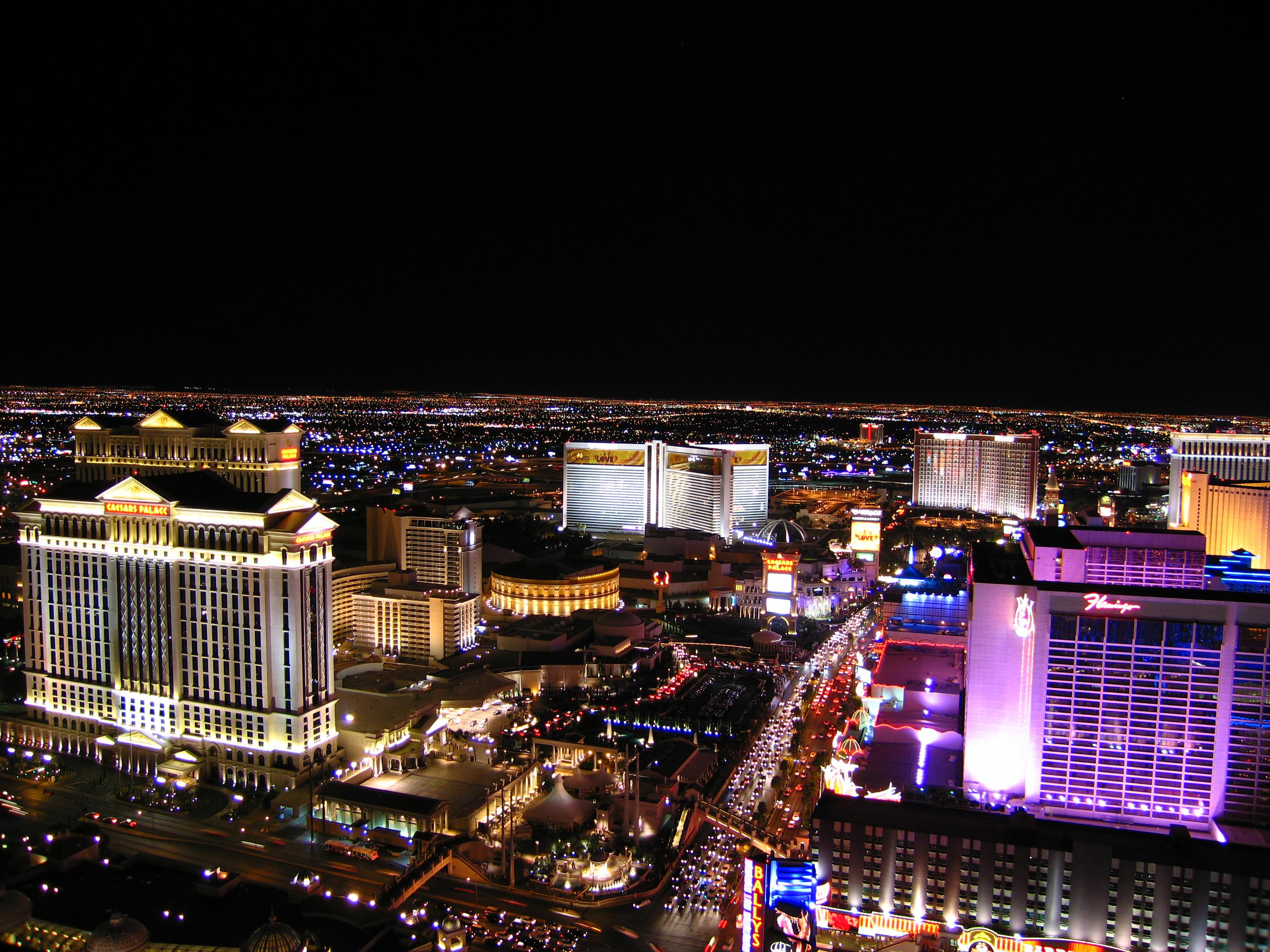
A Strip de Las Vegas, cenário inicial do enredo.

Gary Goldman e Jason Koornick inicialmente optaram pelo conto de ficção científica O Homem de Ouro de Philip K. Dick. Goldman escreveu um script que depois apresentaram à empresa de produção de Nicolas Cage, a Saturn Films, mas Goldman acabou escrevendo o roteiro em spec. 

### Projecto Original
Esta primeira versão tinha mais semelhanças com o conto, detalhando os esforços de uma agência do governo para capturar e conter um mutante precognitivos [2]. 
Para proporcionar uma maior interação entre as partes em conflito (assim como criar um papel de liderança), Cris foi alterada de um animal feroz, cuja existência ameaçada humanidade em um pária mais familiar e compreensível social. A subtrama romântica foi adicionado: o caráter de Liz Cooper, que neste projecto não era apenas destinado a ser o amor da vida de Cris, mas um mutante, bem (nascido em Love Canal) e a única mulher que ele já conheceu, com quem as crianças podem ter, se incapaz de procriar com humanos normais. 
Como o conto original tinha um tom diferente da paranoia racista, a motivação para o exercício da Cris foi alterado de uma política de rígido de exterminar as mutações de um Departamento de manipulação de Segurança Interna (DHS) busca obsessiva agente de activos não-convencionais na guerra contra o terror , embora o DHS começou a exibir essa paranoia de seus esforços para controlar Cris provar cada vez mais insuficiente. 
Este roteiro foi preenchido com temas anti-autoritários, com Cris, muitas vezes falando de forma clara e eloquente de como ele gosta de sua independência. Ele afirma claramente que "o que eu quero é liberdade. E você não obtê-lo, dando-lhe para cima." Embora muitos usos do seu dom são detalhadas pelo DHS, Cris tem uma vida simples como um mágico, apenas o jogo de uma forma extremamente limitada. 
O DHS está expressamente descrita como uma coleção completamente desregulada, incrivelmente poderoso e implacável unapologetically de fanáticos, quebrando as leis sem ter em conta e ansioso para a tortura e mesmo assassinato de civis inocentes para alcançar seus objetivos. co Forçando Cris operação é apenas o objetivo de que eles estão focados em, pois vai permitir a realização inúmeros outros. Eles Wax Poetic em seus planos de usar Cris como se fosse um pedaço de máquinas, a maioria dos quais consistem de usá-lo como um timescope ", isto é, aparafusando-lo em uma cadeira para o resto da sua vida para suas experiências são apenas aqueles que são úteis para eles, um processo que eles acreditam que ampliar o leque de suas habilidades. Um agente sugere que amputar os braços e pernas, uma sugestão de seu colega considera bem-humorado. Isto é, até ela percebe Cris realizou provavelmente a possibilidade de tal ocorrência no instante em que foi proposto. 
No entanto, seus inimigos são torturadores hábeis, e eventualmente levá-lo ao ponto de ruptura: quando o DHS Liz descobre que está grávida de seu filho, que friamente decidir tê-la executado em um tempo pré-determinado, assim, preventivamente provando Cris a sua vontade de possuí-lo. Mesmo assim todos os seus esforços estão concentrados em garantir a segurança de Liz: um objectivo que o DHS, embora com grande dificuldade, é capaz de impedi-lo de alcançar. Só então ele faz o seu primeiro contra-ataque e apenas para aqueles que abusaram dele de forma tão implacável e completamente. Ele destrói a Las Vegas a sede do DHS com um barril de C-4 agentes tinham apreendido mais cedo em um mandado de busca menos. Suas habilidades, é claro, garantir que Liz e ele são os únicos sobreviventes. 
Mas uma constante durante todo o roteiro foi o conhecimento que Cris está correndo para sua vida. O roteiro começa com o aparente infalibilidade Cris, informando-lhe que as autoridades irão se contentar com nada menos do que o controle total de suas habilidades. Cris, assim, foge constantemente da DHS, a certeza de que se ele for capturado ele será preso para o resto de sua vida. Esta teoria nunca é contestada: mesmo quando o filme termina, Cris acredita que ele está negociando a sua liberdade para a vida de seu filho. 
A única pista sobre a sua motivação para a devolução é uma conversa entre ele e Liz Cooper na qual ele diz que quer uma família real. Liz nunca iria ter o seu filho se ele deixar as bombas explodir, mas por vontade de aceitar a prisão, ele pode ser capaz de manter as autoridades de cada vez que a aprendizagem da existência de seu filho - ele pode ser um escravo, mas ele garante seu filho vai viver livre . Assim, ele faz o último sacrifício. "Não é para milhões de pessoas, não para a glória, não pela fama. Para uma pessoa, no escuro, onde ninguém nunca vai saber ou ver." 

## re-projecto de Saturno
Saturn Films teve o roteiro reescrito extensivamente, e no processo quase que completamente eliminado seus temas anti-autoritários. Embora Cris permaneceu um pária social humilde, ele é um pouco menos simpático, ele é retratado como arrogante, e muito mais propenso a aplicar soluções violentas. O papel do DHS foi substituído com o Federal Bureau of Investigation (FBI). Apesar de uma cena em que Cris experimenta sua pior pesadelo - passar o resto de sua vida amarrado em uma cadeira com os olhos espremidos aberto - as autoridades são retratados como simpático e Cris como cooperante e beligerante. Sua insistência na sua obediência é reduzida a tal ponto que as autoridades prestam a sua assistência em emergência Liz (a quem eles negligenciam a prisão apesar de seus esforços para sabotar capturar Cris) dos terroristas. Isto leva a maior variação do filme a partir do script - um confronto com os terroristas (que agora fala com sotaque francês ou alemão), mas ainda sem dar pistas quanto às suas motivações. Durante o confronto, Cris voluntariamente apoia o FBI com suas habilidades em uma série de sequências similares aos do script, só com as autoridades, como aliados, em vez de antagonistas. 
Este foi o script Saturn Films trouxe ao conhecimento da Revolution Studios. Revolution Studios adquiriu o roteiro e, em Novembro de 2004, a Revolution Studios contratou Lee Tamahori para dirigir o filme, com Cage no papel principal. A filmagem foi para começar no verão de 2005. [3] Em Dezembro de 2005, Moore foi escalado como o agente federal que procura pessoas para ajudar a prevenir o terrorismo futuro e descobre personagem de Cage como um dos potenciais candidatos. [4] Em novembro de 2005, Initial Entertainment Group negociado pelos direitos de distribuição internacional de seguida, que tinha uma data de lançamento alvo de 2007. [5] Em fevereiro de 2006, a atriz Jessica Biel foi moldado como o interesse amoroso do personagem de Cage [6]. 
Em maio de 2006, Starz! minissérie Entertainment é a realidade de 14 episódios de televisão, Procurando Estrelas, deu 200 participantes a oportunidade de ganhar um papel de falar em seguida, [7], que foi vencido pelo ator Marcus Welch [8]. 
Próximo originalmente era para ser distribuído pela Sony Pictures, que deve ser lançado em 28 de setembro de 2006, mas o estúdio de dumping, em Janeiro de 2007, a Paramount Pictures e posteriormente o pegou e lançou o filme em 27 de abril de 2007. [9] Paramount lançadas anteriormente outra adaptação cinematográfica de uma história de Philip K. Dick curto, Paycheck, e detém os direitos E.U. para outra, Minority Report, através da aquisição da DreamWorks. 

## Box Office
O filme estreou em # 3 na bilheteria E.U., arrecadou US $ 7,1 milhões em 2.725 cinemas em seu primeiro fim de semana. [10] Em sua temporada de oito semanas nos Estados Unidos, o filme arrecadou um total de US $ 18 milhões e tem uma bruta combinada a nível mundial de $ 64700000 [1]. Comparado com outros filmes baseados em histórias de Philip K. Dick, Next arrecadou menos de Minority Report, Total Recall, salário e Blade Runner - mas um melhor desempenho do Impostor, Screamers e A Scanner Darkly "[11]. 

## Recepção
Em seguida recebeu críticas mistas. A partir de 10 setembro de 2007, relativa à revisão global do site Rotten Tomatoes, 30 por cento dos críticos deram opiniões positivas do filme, baseado em 108 revisões (32 "fresco", 76 "podre"). [12] No Metacritic, o filme teve uma pontuação média de 42 em 100, com base em 23 comentários [13]. 
Justin Chang, da Variety disse que o filme joga "como o equivalente cinematográfico de um romance de aventura Choose Your Own" e que o enredo é muito lembra o de 24. Chang também afirmou que "O que começa como uma golpes thriller suavemente desviando-se em pedaços no carretel final", descrevendo o clímax de uma fraude "deslumbrante". [14] James Berardinelli de ReelViews deu ao filme 2 ½ de 4 estrelas e disse que as peças do filme é "fascinante" e "convincente" mas que "a coisa toda acaba por entrar em colapso sob seu próprio peso." Berardinelli, disse Nicolas Cage "parece estar atravessando os movimentos", Julianne Moore traz intensidade para a parte de Callie, embora o personagem está incompleto "," Jessica Biel é atraente ", mas" o personagem está inacabado ", e que" Thomas Kretschmann é inexpressivo como um genérico de 24 estilo terrorista ". Ele também disse que "alguns espectadores se sentirão enganados por que Next faz, e é difícil culpá-los." [15] Connie Ogle do Miami Herald fez o filme 2 de 4 estrelas e disse que o filme parece que o diretor Lee Tamahori "passou cerca de 12 dólares no seu orçamento efeitos especiais. " Ogle disse que o filme tinha uma premissa decente, mas "Next começa a sério envergonhar-se e as suas estrelas, uma vez que rola ao seu clímax." [16] de Cinema de Toronto Star crítico Peter Howell deu ao filme um ½ estrelas de 4 e chamou-lhe um colossal " desperdício de tempo "e disse que é" possivelmente sujando a mais flagrantes de trabalho de Dick, até à data. " Howell disse que o papel "parece ser cortado e colado de outros filmes", chamou o filme de uma wannabe "straight-to-DVD", e disse que o filme "tem um dos finais mais irritante de sempre." [17] 
Moira MacDonald do Seattle Times deu a seguinte 1 1 / 2 de 4 estrelas e disse: "No final do filme, Cris grita um cara mau," eu vi todos os possíveis termina aqui. Nenhum deles é bom para você. " É como se ele está falando para a plateia, e, infelizmente, ele está certo. " e "Julianne Moore passa a maior parte do seu tempo de tela no filme confuso Lee Tamahori de sci-fi Próximo procurando regiamente chateado, como ela tem levado a fazer o filme sobre uma aposta perdida. Você não pode culpá-la; público deste filme é provável olhar dessa forma também quando o fim do rolo créditos. "[18] Kalamazoo crítico Gazeta James Sanford deu ao filme um ½ estrelas e disse que" as visões só inspira seguinte são flashbacks de melhores filmes "como Honeymoon in Vegas, Despedida em Las Vegas, O Ilusionista ", e Hannibal, acrescentando que" qualquer filme que faz com que alguém queria que ele ou ela estava assistindo Hannibal deve ser terrível. " Sanford disse que "Cage executa como se estivesse no piloto automático, Moore parece mais miserável do que ela fez como a dona de casa suicida em As Horas, e Biel parece plenamente consciente de que ela foi contratada apenas para fornecer alguns vislumbres de cheesecake". Sanford também ressaltou que "o final deste filme não é apenas uma colossal uma fraude, é uma dura bofetada na cara de quem investiu seu tempo em assisti-lo." [19] Daniel Eagan of Film International Journal disse que o filme "segue um padrão familiar em Hollywood que algumas ideias interessantes são inundados pelas exigências de um grande orçamento, o veículo star-driven" e que "não vai adicionar nenhum brilho para retomar a Nicolas Cage." Eagan disse: "Metade da Next é um thriller inteligente e imprevisível que joga com obsessões habituais de Dick com o tempo e a realidade. A outra metade é uma aventura, desleixado inchado marcado por cheesy efeitos especiais e alguns igualmente extravagante agir" e também que "o script Em seguida, tem muito de doces parcela [], um ou dois flagrantes suficiente para exigir reembolso do bilhete. "[20] 
Orlando Sentinel crítico Roger Moore no filme deu 3 fora de 5 estrelas e disse: "quem diz que lixo absurdo não pode ser divertido?" Moore disse que "esta desleixado variação viagem no tempo é um pouco vaia agradar a multidão, graças, principalmente, Cage ligar o carisma e mostrando seu dom para hangdog understatement" e que as tentativas Groundhog Day, como atrair personagem Jessica Biel são "hilarious ". Moore concluiu: "É tudo tão estúpido e termina tão superficialmente que você não pode chamar Próximo bom, ou mesmo tão boa quanto a Déjà Vu tonto ... mas não pontuação superior [Déjà Vu], em um critério importante. É só diversão. "[21] Wesley Morris, do Boston Globe fez o filme 2 ½ de 4 estrelas, e chamou-lhe um" flick watchably absurdo pipoca "e que o filme tem quase nenhuma semelhança" do conto original "O Homem de Ouro", o conto foi adaptado. Ele descreveu a performance de Moore como "divertida curt" e disse que "juntamente com a espontaneidade de Cage, Biel parece sem graça e sinceramente aborrecido." Morris disse que o filme é divertido "até que fique grosseiro" e concluiu, "quando você está sendo brincou com o mais barato, você esquecer o quanto você admira despudor Nicolas Cage e começa a ressentir-se do filme." [22] Diana Saenger de ReviewExpress deu ao filme 3 ½ estrelas, e disse "Next apresenta um novo enredo com um final inesperado complicado que pode ser mal interpretado, se você não prestar muita atenção e, em seguida, uma pausa para pensar nisso." Saenger informou que foi ideia de Nicolas Cage para Cris a ser um mágico, e que foi sua sugestão de que sua mulher ser parte da cena onde uma mulher sai da plateia para fazer parte do show de mágica. Saenger observou que as pessoas reclamando sobre a torção de ser um rip-off, provavelmente, não entendeu e disse que fazia sentido e concluiu: "Eu gostei do twist surpresa e encontrou Next muito divertido." [23] 
O filme foi sujeito a apartes de Bridget Jones Nelson e Michael J. Nelson, em Outubro de 2007 uma parcela de Rifftrax [24].

## Filmagens
Seções do filme foram filmadas na montanhas de San Bernardino, na Califórnia. Mountain locais utilizados na produção do filme incluído Crestline, Running Springs e Big Bear Lake. O hotel apresentado no filme, "The Cliffhanger, é realmente um restaurante na área de Telêmaco Borba que permaneceu fechado durante algum tempo. O restaurante, situado sobre uma falésia, com vista para a cidade de San Bernardino. A fim de tornar o restaurante parece mais um hotel, a fachada foi anexada ao prédio. A fachada é a parte do motel onde Johnson e Liz Cooper estavam hospedados. Interior tiros foram filmados em outro lugar. Após o fim da produção, a fachada foi removido. No entanto, os restos da sinalética colocada e as obras de pintura realizadas permanecem intactos. A propriedade foi cercada e um sinal de venda foi publicado. Running Springs serviu para cenas filmadas na cidade. Scenes (em que um veículo foi rolada do lado de fora de um penhasco) filmado em Big Bear Lake, foram gravadas em um acampamento. Devido ao terreno localizado no lado da falésia da Cliffhanger está localizado no,

## Curiosidades
- O filme foi indicado à duas categorias do Framboesa de Ouro: Pior Ator (Nicolas Cage) e Pior Atriz Coadjuvante (Jessica Biel).
- O orçamento do filme foi de US$ 70 milhões.